# Wijnfles
De wijnfles is de meest voorkomende verpakkingssoort voor bewaren, vervoer en uiteindelijk de verkoop van wijn aan de consument. Om de inhoud kenbaar te maken worden wijnflessen meestal voorzien van een wijnetiket. Ook wordt er weleens - met kalk of verf - kenmerken en inhoudsverklaringen direct op het glas van de fles aangebracht. Overigens staan er ook wel gegevens over de inhoud op de aan te brengen kurk, capsule of schroefdop.

## Geschiedenis
In vroeger tijden werd wijn opgeslagen en verhandeld in kruiken of vaten. Ook zakken gemaakt van leer werd wel gebruikt. In de 17e eeuw werd de glazen fles ontwikkeld en in de 18e eeuw werd deze meer en meer verspreid. Midden 19e eeuw was de wijnfles het meest populaire verpakkingsmiddel voor wijn. De reden is dat het ten opzichte van wijn het meest ideaal is voor vloeistoffen en chemisch neutraal. Dat wil zeggen de minste bijsmaken geeft.
Naast de glazen wijnfles worden voor wijn ook wel PET-flessen, Tetra Paks, bag-in-box, papieren flessen, keramiek kruikjes en blikjes gebruikt.
Met de uitvinding van de fles - en niet veel later de kurk - kon wijn ook langer bewaard worden en was hiermee mogelijk de wijn te laten rijpen. In plaats van te oxideren of bederven kon het zijn smaak handhaven of zelfs verbeteren. Voor de komst van de kurk werd de wijn goed gehouden door deze te vermengen met verdunde en gezoete hars waardoor deze toch weer een bijsmaak kreeg. De wijn Retsina kent nog steeds het gebruik van hars.
De eerste flessen werden gemaakt van zwart glas. Later kwamen de olijfkleurige, daarna de groene en bruine. Laag-buikige, ui-achtige en beeldhouwhamer-achtige vormen veranderden met de tijd en werden steeds hoger om uit te groeien tot de tegenwoordig gangbare cilindrische vorm.

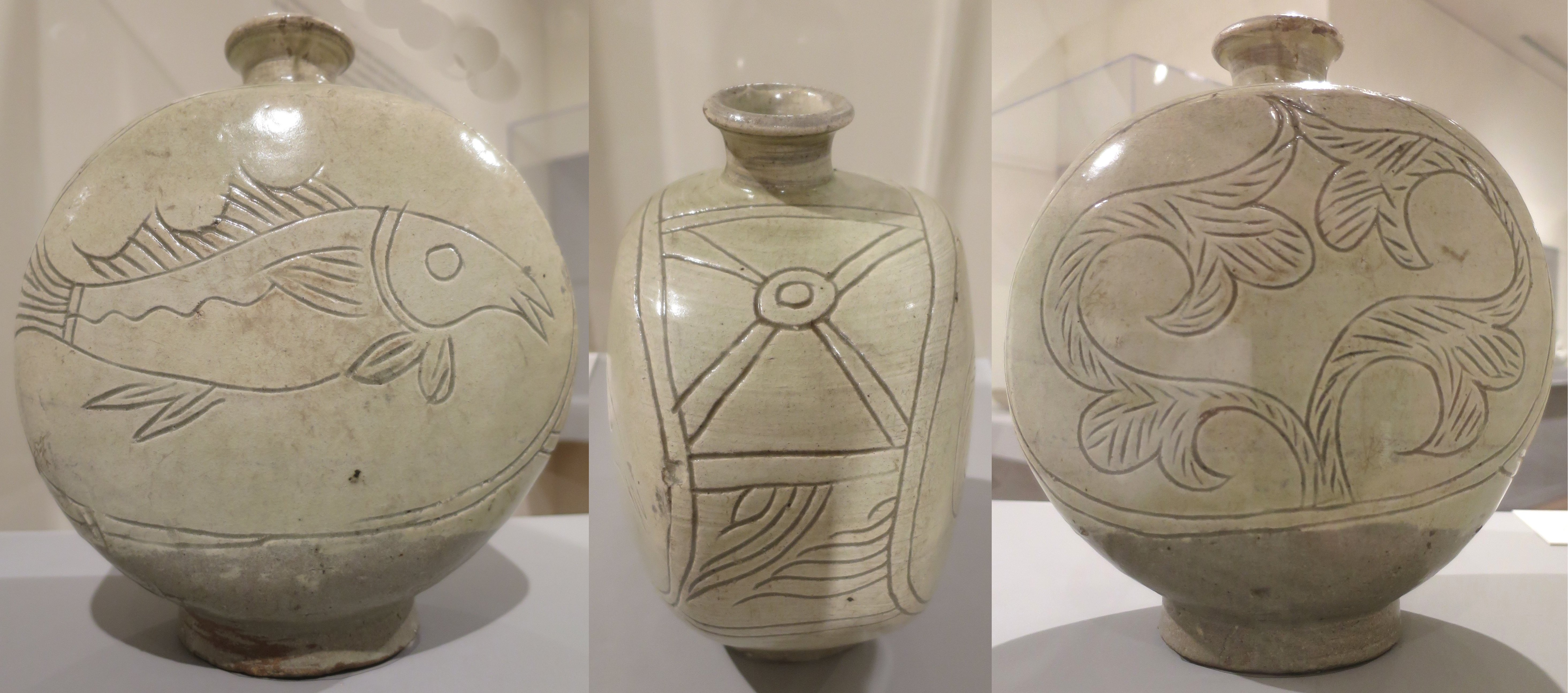
Koreaanse wijnkruik uit de 15e eeuw.
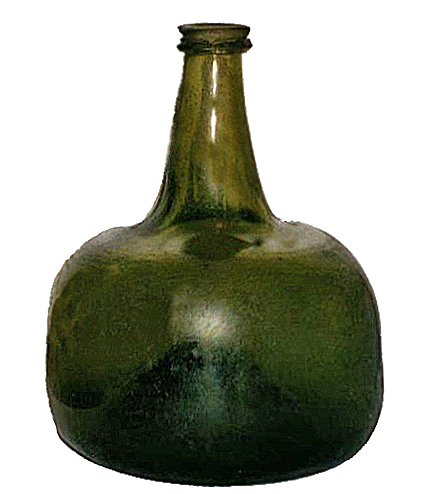
Wijnfles omstreeks 1750.
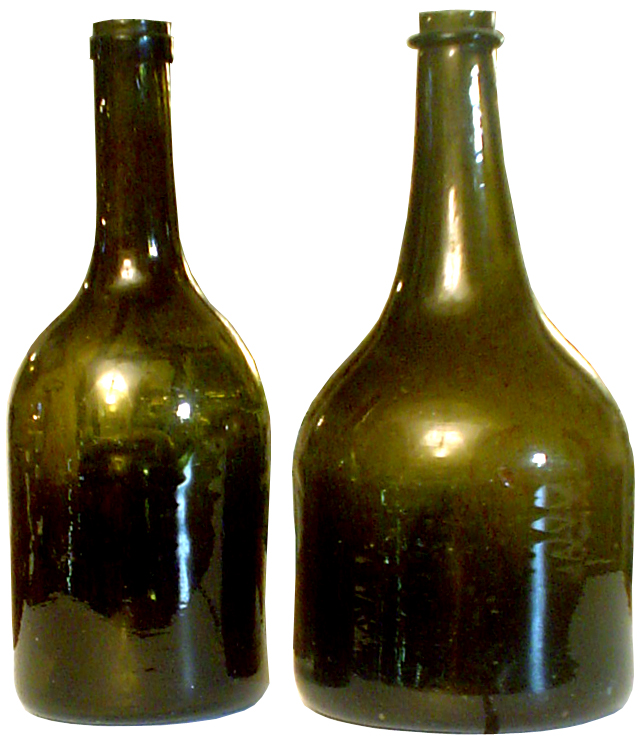
Wijnflessen uit de 18e eeuw.

## Inhoudsmaten
De hedendaagse en meest voorkomende inhoudsmaat is 0,75 liter. Dit formaat is sinds 1977 de Europese Norm. Voorheen kwamen er ook wel “standaardmaten” voor die tussen de 0,7 en 0,8 liter lagen. Buiten de Europese Unie komen deze afwijkende maten nog wel voor.
Naast de “enkele” fles van 0,75 liter worden er ook andere door de Europese Unie goed gekeurde inhoudsmaten gebruikt. Zie eveneens de traditionele inhoudsmaten van champagne. Hiernaast ziet men ook steeds meer de hele liter (1L) en halve liter (0,5L) flessen.

## Hedendaagse vormen
Bepaalde wijnstreken kennen hun eigen traditionele flesvorm. Deze worden dan gebruikt naast de tegenwoordige veelvoorkomende cilindrische wijnfles.
Bordeaux
De Bordeaux-fles - typisch voor bordeaux-wijn en model staat voor de moderne cilindrische vorm - is te herkennen aan de schouders. Enkele exclusieve wijnhuizen wijken hier vanaf door een iets taps-vormig model te gebruiken.

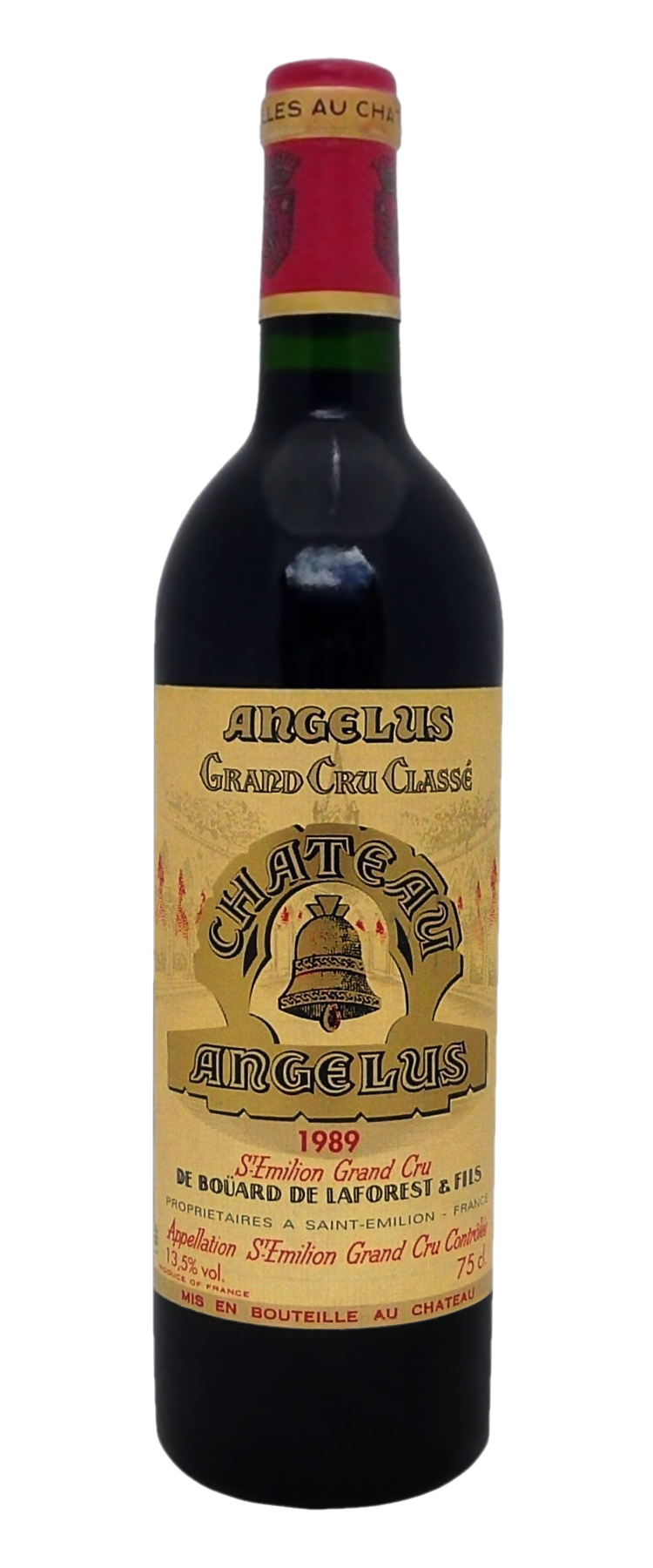
De traditionele bordeaux-fles is doorgaans groen voor rode wijn.
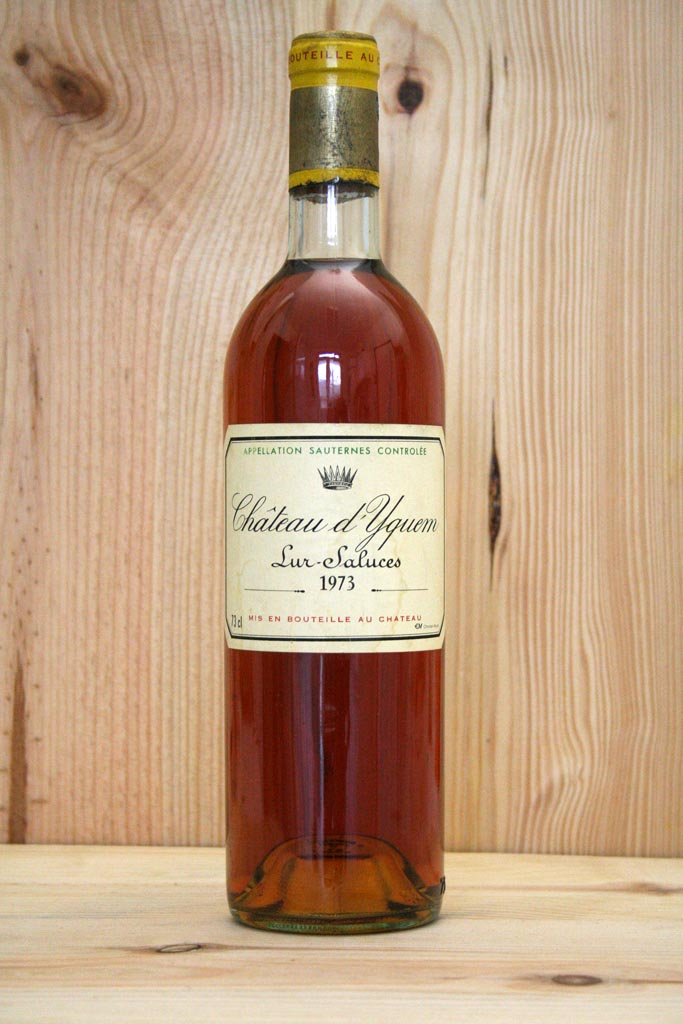
Het klassieke model maar in witte/doorzichtige uitvoering. Hier kan de inhoud haar gele of gouden kleur prijsgeven.
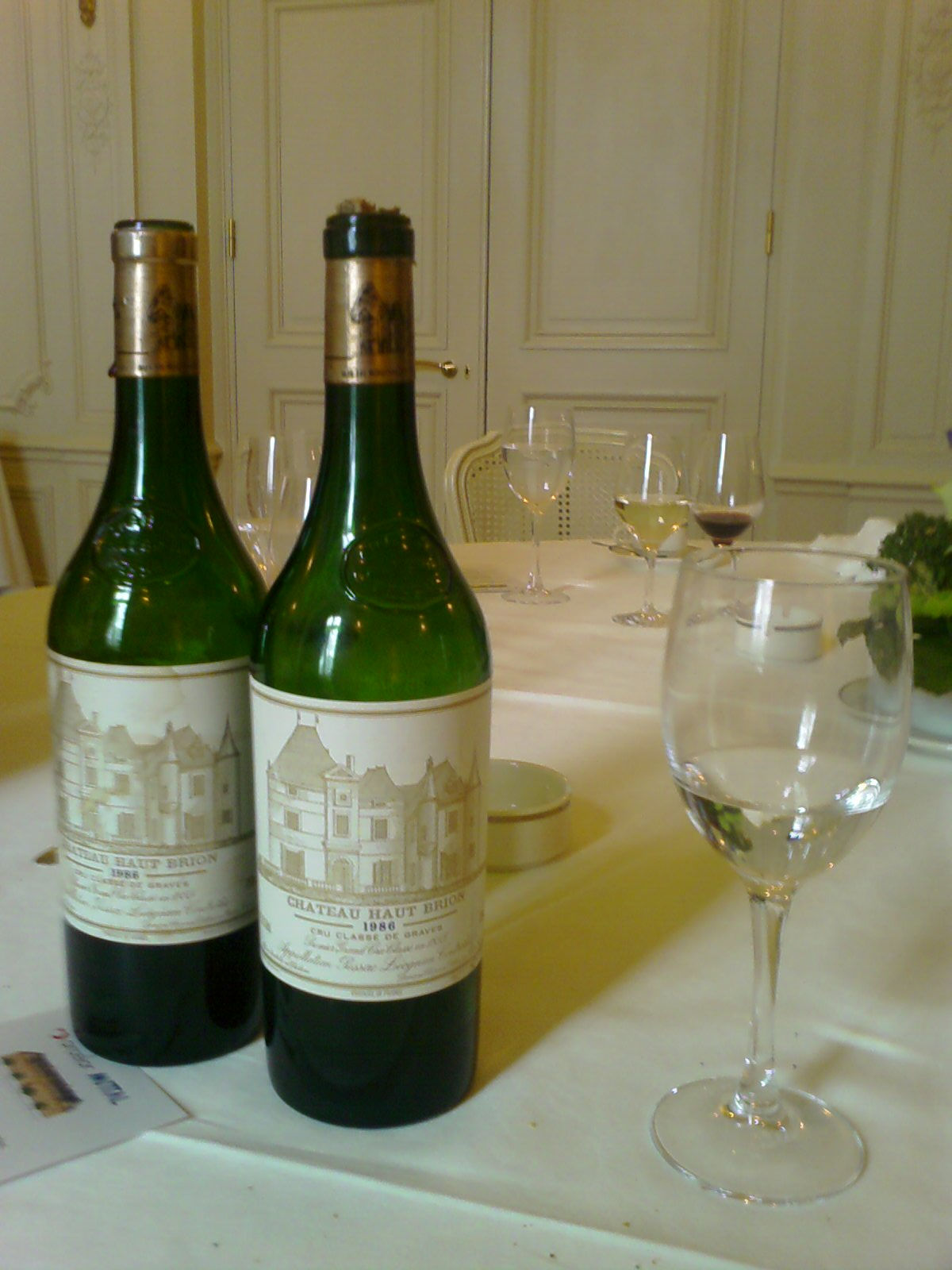
Iets taps toelopende fles. Doorgaans alleen gebruikt voor de wat duurdere wijnen.

Bourgogne
Wijnflessen uit de Bourgogne hebben afhangende schouders. Sommige zijn uitgevoerd met een reliëf in de hals.

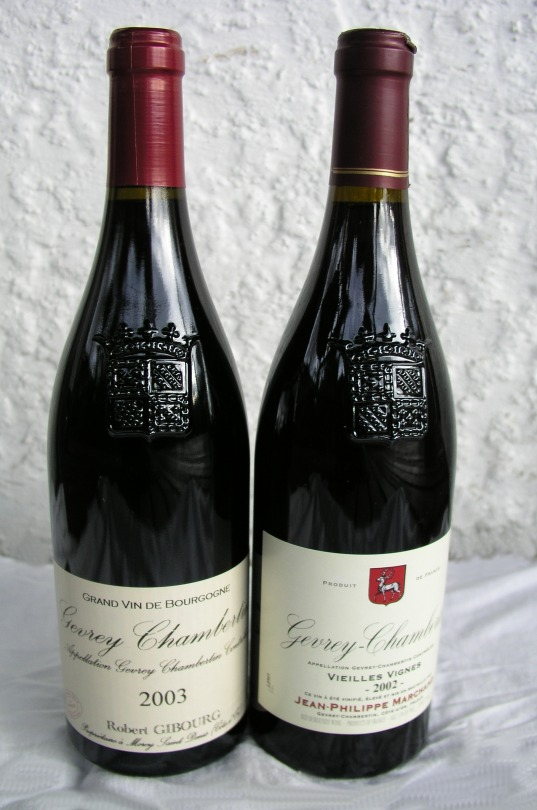
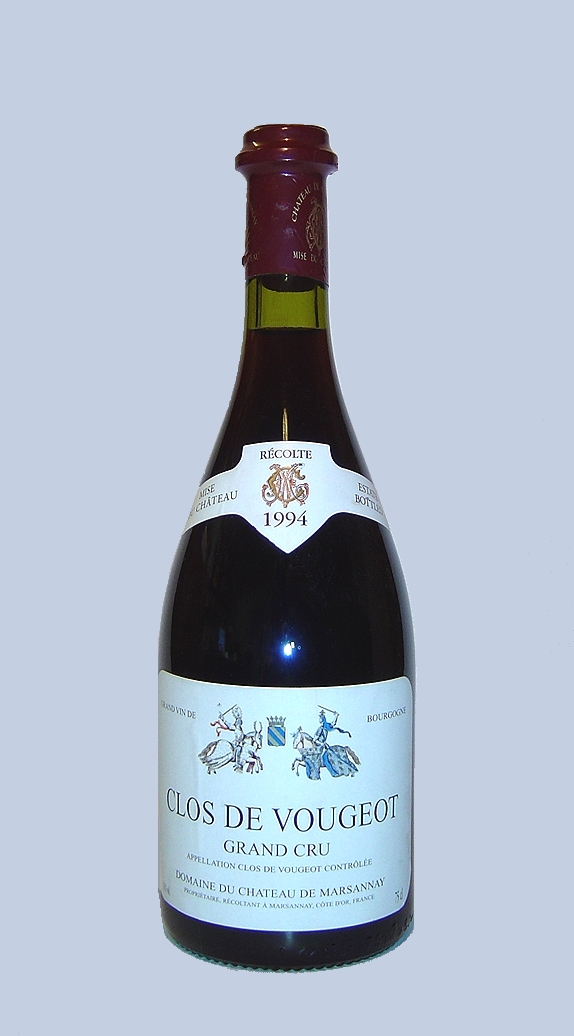
Bepaalde wijnen worden in nog weer iets andere modellen gebotteld.

Rhône
De flessen uit de Rhône-streek zijn weleens omwonden met een netje.
Elzas
In de Elzas gebruikt men een lange slanke fles die ook wel "Flûte d'Alsace" wordt genoemd. Ze komt overeen met de fles die in de Rijn en de Moezel wordt gebruikt. 
Jura

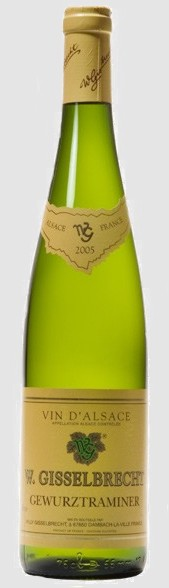

De zogenoemde "clavelin" is typisch voor de Jura. De inhoudsmaat is van origine 0,62 liter. Naar men zegt is dat de hoeveelheid wijn die van 1 liter is overgebleven nadat deze zes jaar en drie maanden heeft gelagerd.
Provence

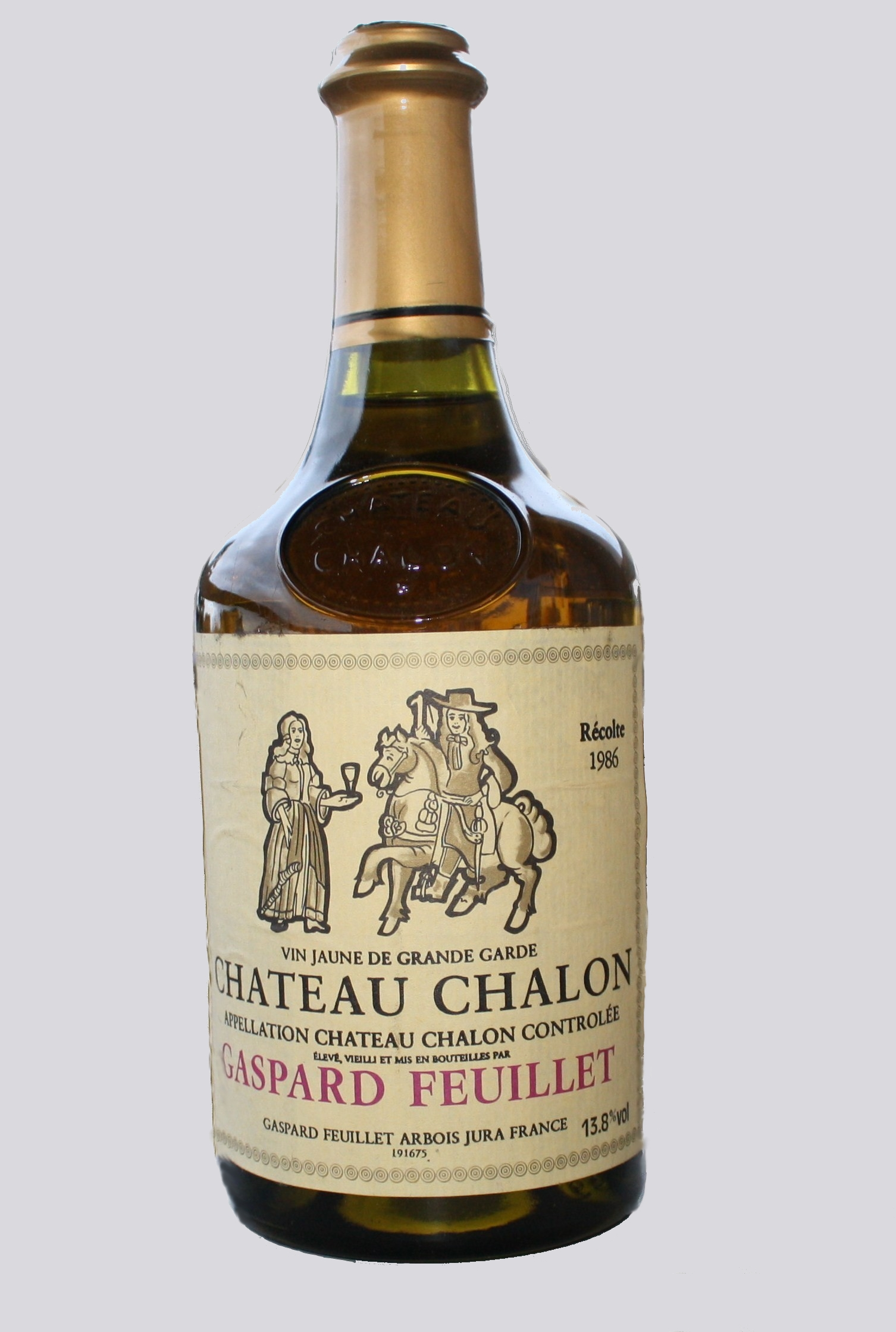

Het model amfora was tot voor kort nog veelvuldig bij wijnen uit de Provence te zien.
Muscat Rivesaltes

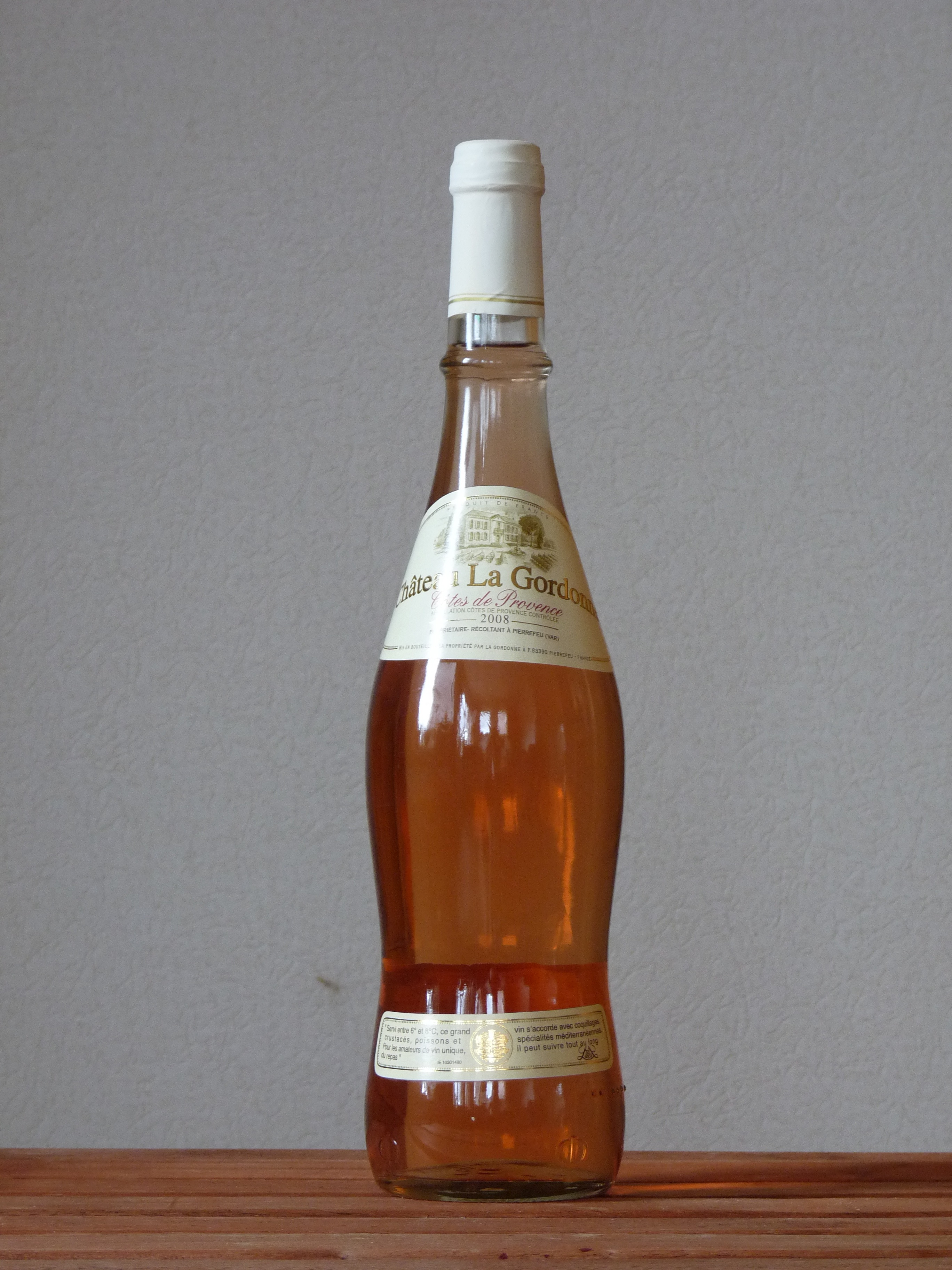

Muscat de Rivesaltes wordt vaak in bewerkte flessen gedaan.
Mousserende wijn

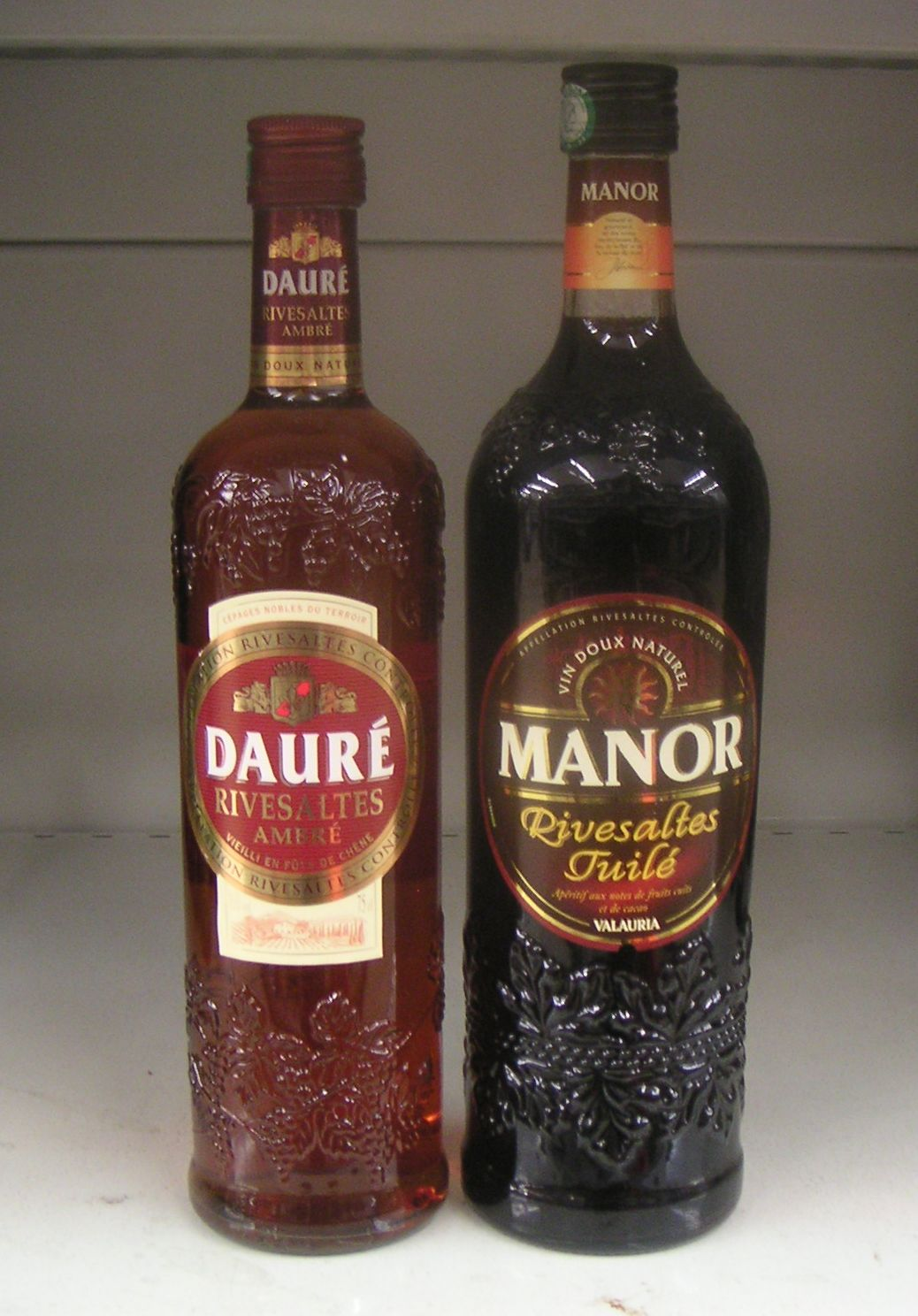

Om de druk van de koolzuur - die kan oplopen tot 10 bar - moeten flessen voor mousserende wijnen sterker zijn dan die voor stille wijn. Bij de mond van de fles zit een dikke rand om de kurk met ijzerdraad goed vast te kunnen zetten.
Franken

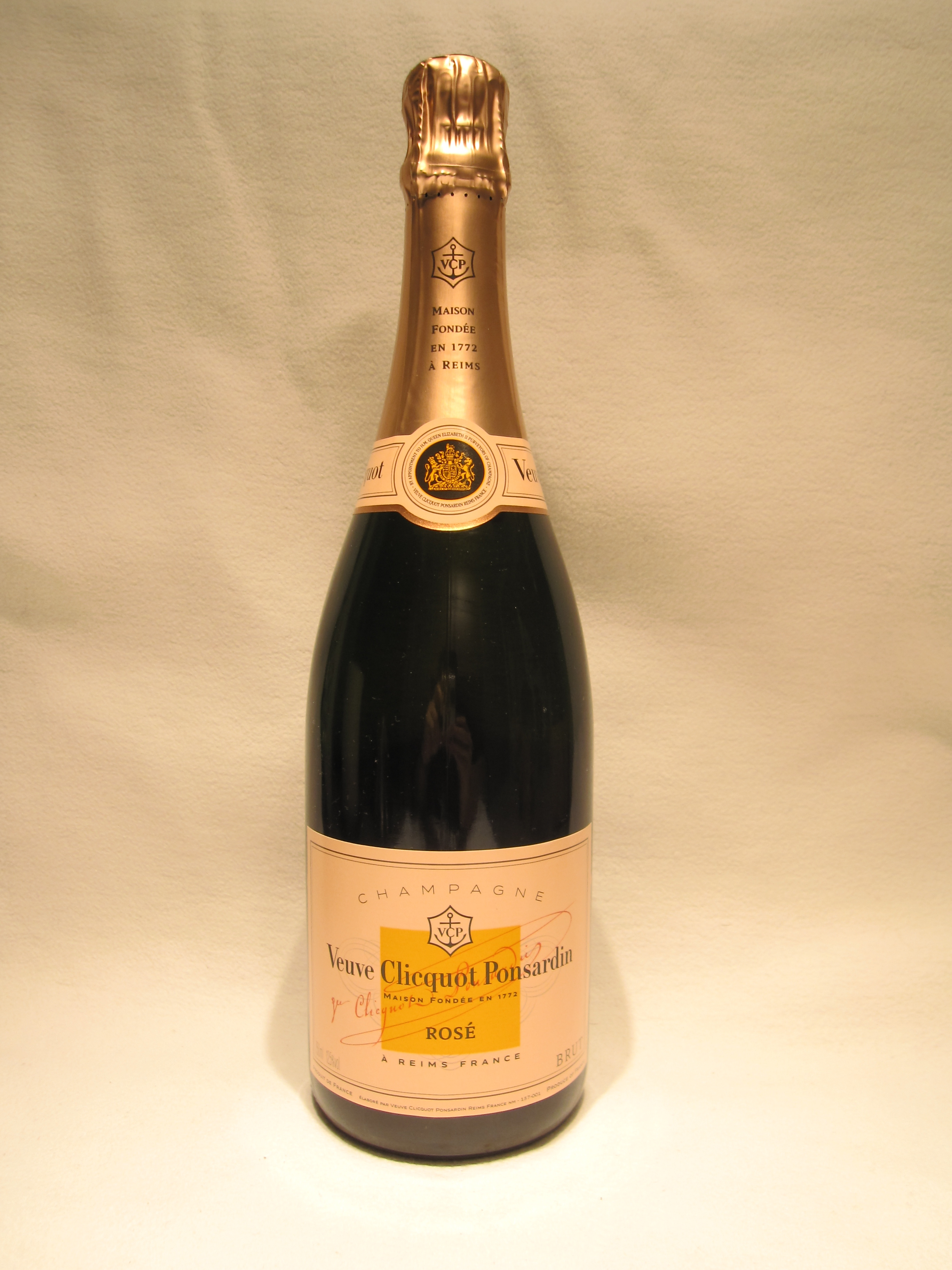

In het Duitse wijngebied Franken kent men de traditionele bocksbeutel.
Rijn en Moezel

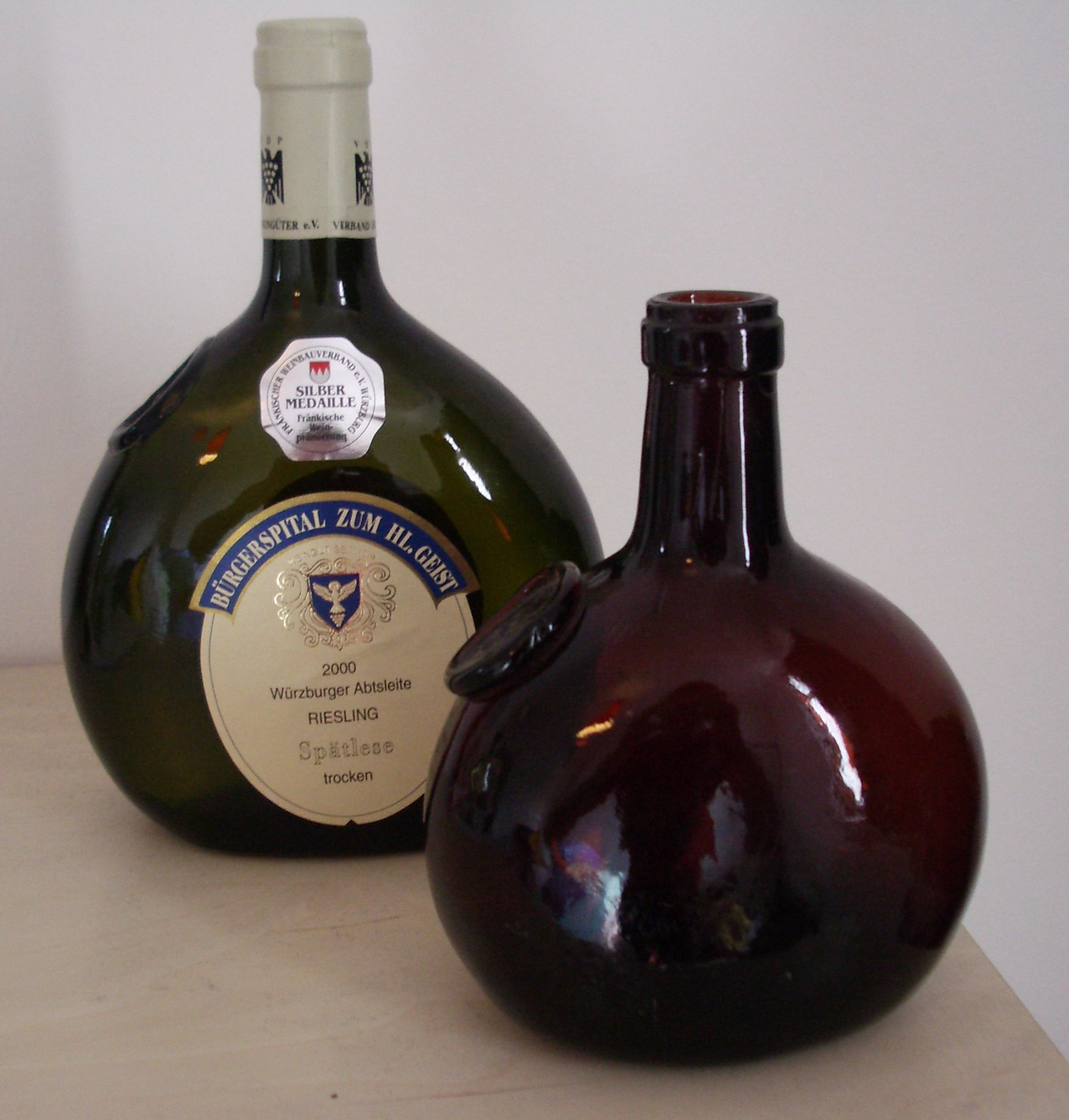

De traditionele vorm voor wijnflessen is in de meeste Duitse wijngebieden slank van model zoals deze ook te vinden zijn in de Elzas. Voor Rijnwijn is de kleur dan bruin en voor Moezelwijn groen. Deze kleur is ook weleens terug te vinden in de voet en steel van de glazen waarin deze wijnen geschonken worden. Het bruin zou de natuurlijke kleur van de wijn goed accentueren en passen bij het minerale van deze wijn. Het groen bij Moezelwijn met zijn frisheid en lieflijke bloemaroma.

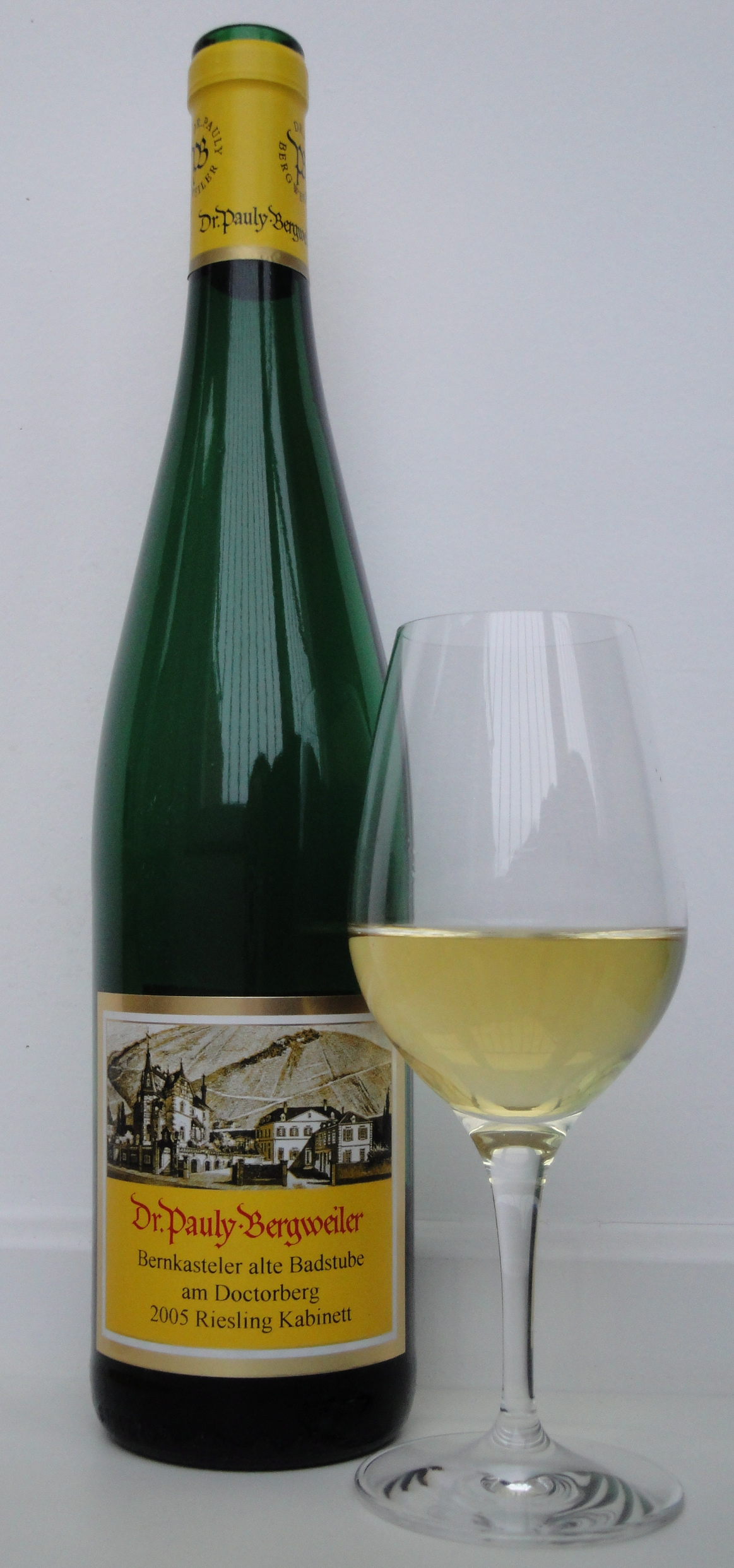
Groene Moezel-wijnfles.
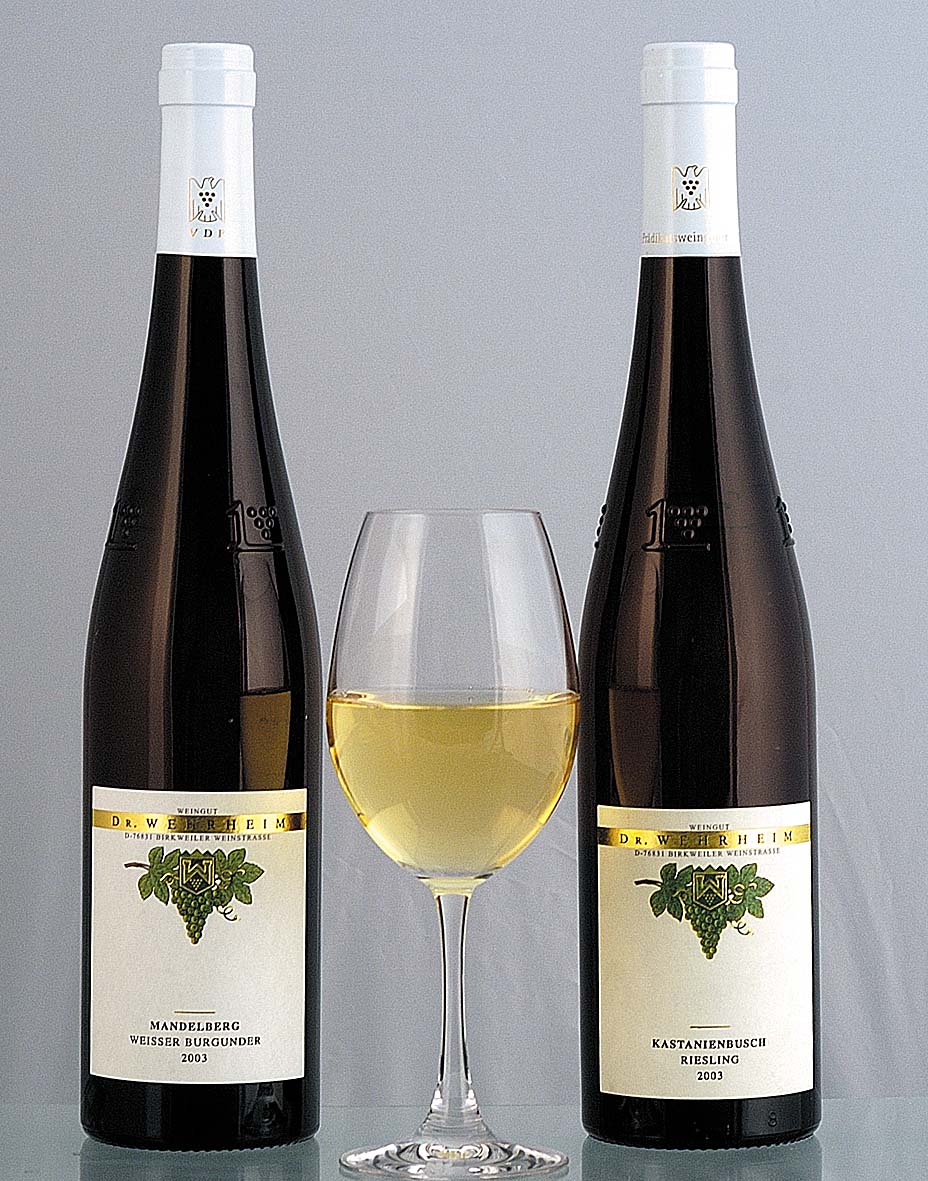
Bruine wijnflessen zoals veel gebruikt in het Rijn-gebied

Saksen
Uit het wijngebied Saksen komt de speciaal vormgegeven Sachsenkeule.
Chianti

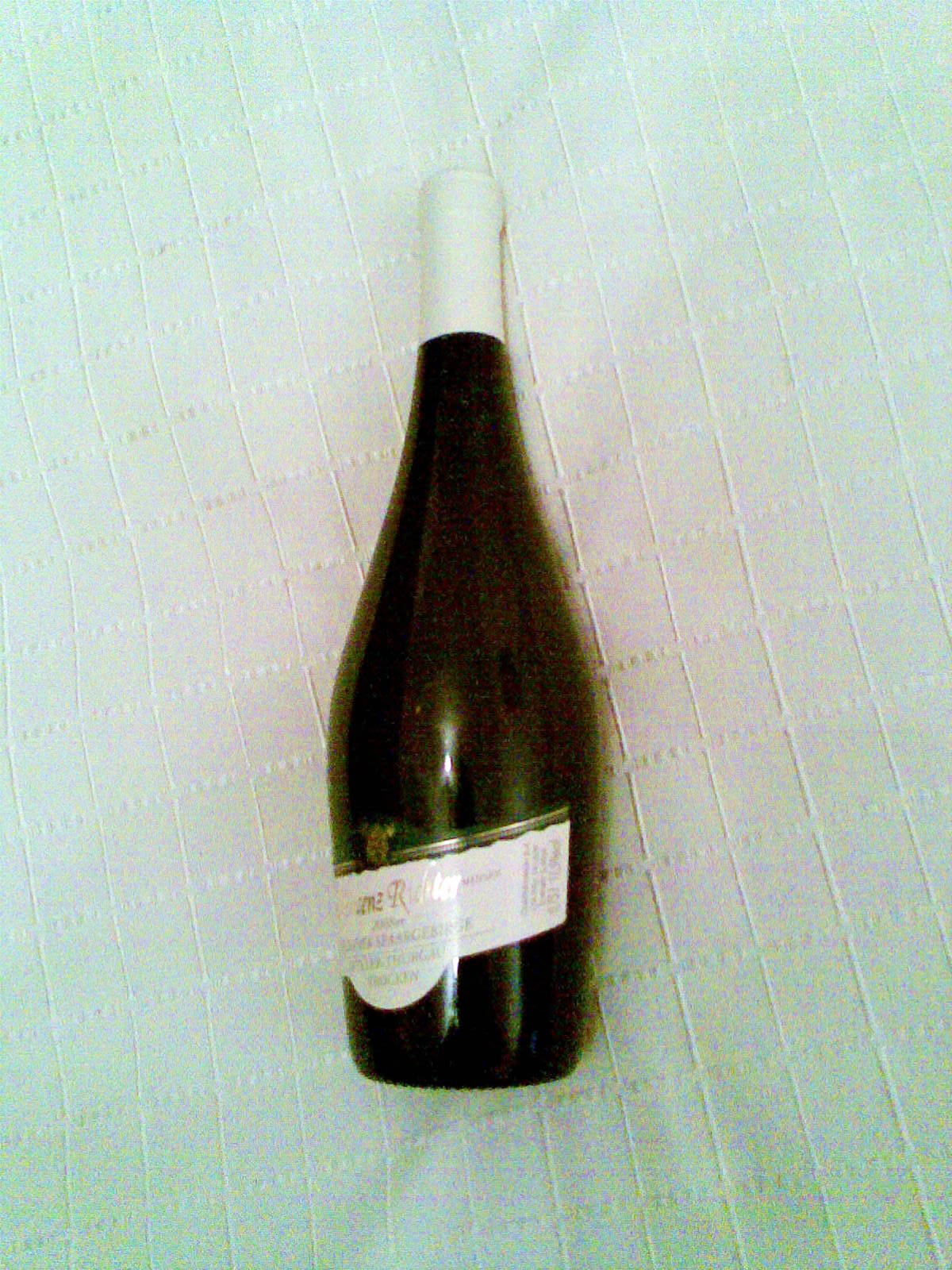

De fiasco is bekend van de Italiaanse wijn chianti.
Port en Madeira

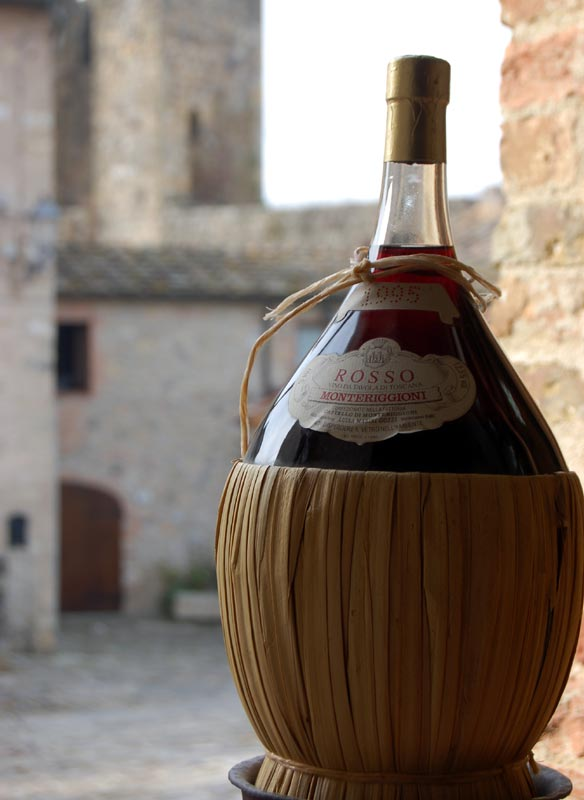

Madeira en portflessen worden ook wel met kalk of witte verf "geëtiketteerd".

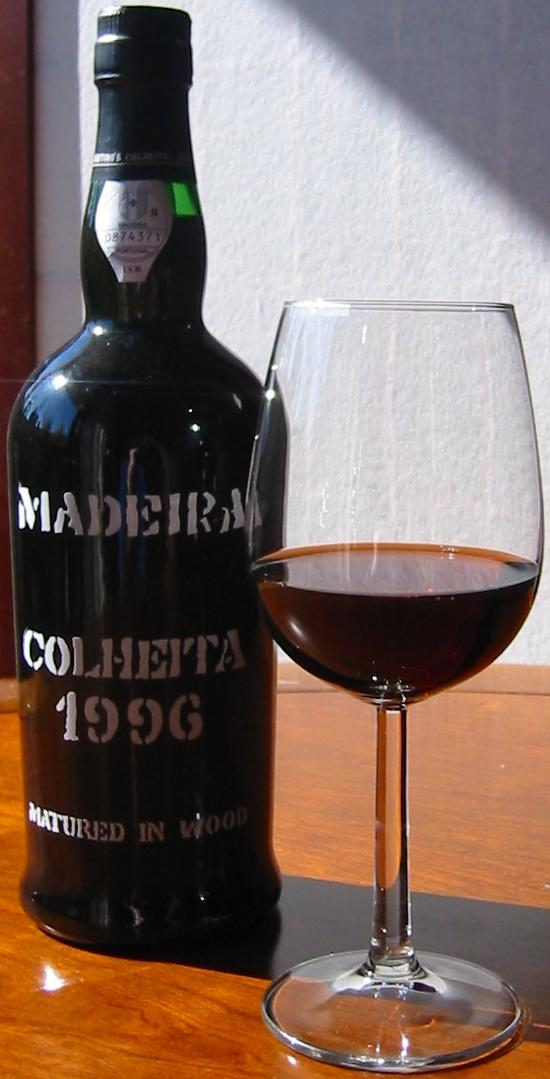

## De ziel
Veel wijnflessen hebben een ziel. Dat is een holte in de bodem van de wijnfles.

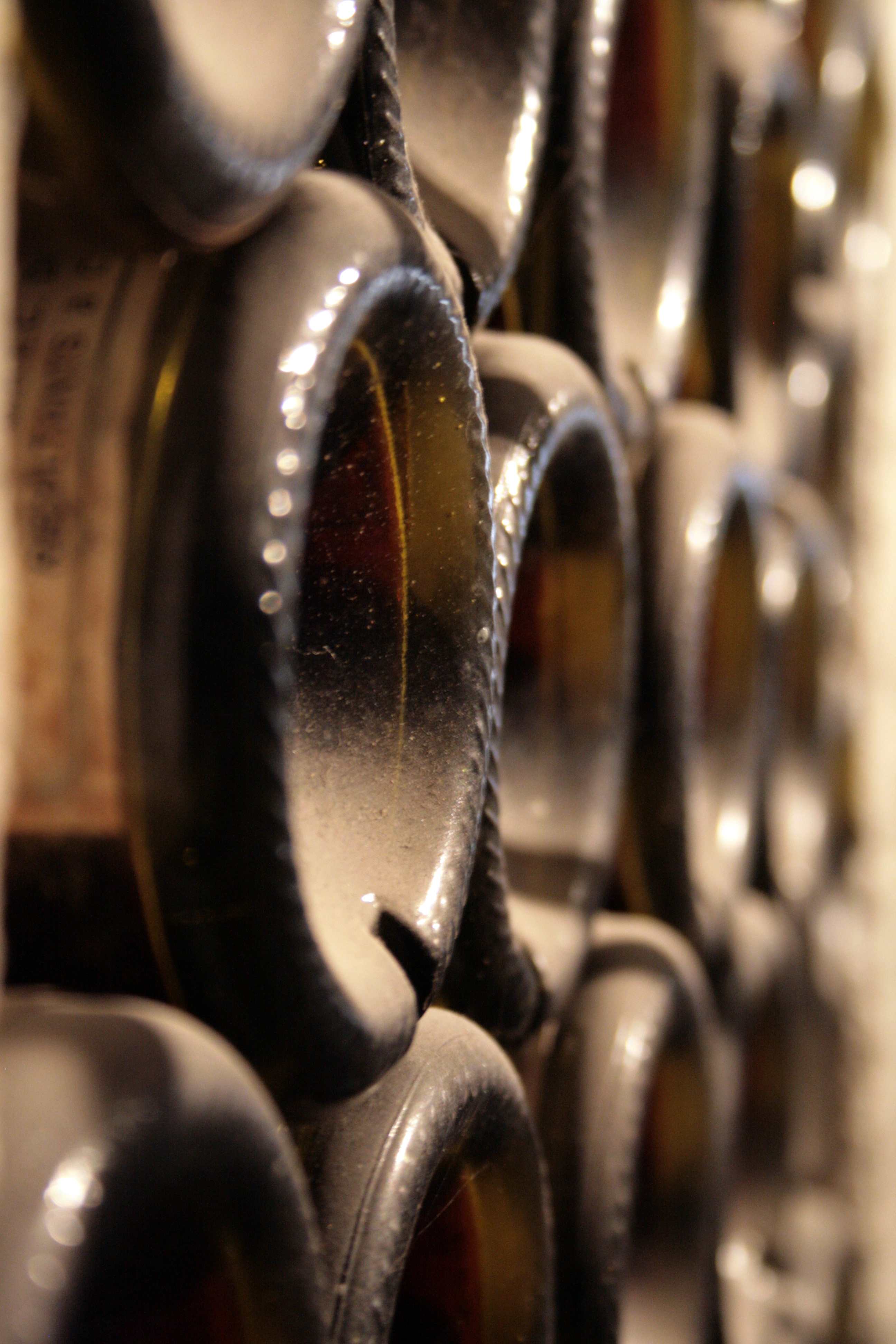
Zicht op de ziel van een wijnfles